# Freddie Cunliffe
Freddie Cunliffe (* 1981 in London) ist ein britischer Film- und Fernsehschauspieler.
Cunliffe wollte lediglich einen Freund zum Casting begleiten und wurde selbst für die Rolle des Jugendlichen „Tom“ in Tim Roths 1998 gedrehtem und 1999 veröffentlichtem Filmdrama The War Zone engagiert. 2001 war er einer von zwei Darstellern im Kurzfilm Dog von Andrea Arnold. In den folgenden Jahren trat Cunliffe in mehreren britischen Fernsehfilmen und -serien in Nebenrollen auf. 2004 spielte er neben Billie Piper eine Hauptrolle im Fernsehfilm Bella and the Boys. Zuletzt wirkte er im britischen Filmdrama Better Things des Regisseurs Duane Hopkins mit, das 2008 unter anderem auf dem Toronto International Film Festival, dem Helsinki International Film Festival und dem São Paulo International Film Festival gezeigt wurde.